# Прюне (Канталь)
Прюне́ (фр. и окс. Prunet) — коммуна во Франции, находится в регионе Овернь. Департамент — Канталь. Входит в состав кантона Арпажон-сюр-Сер. Округ коммуны — Орийак.
Код INSEE коммуны — 15156.
Коммуна расположена приблизительно в 450 км к югу от Парижа, в 120 км юго-западнее Клермон-Феррана, в 12 км к югу от Орийака.

## Население
Население коммуны на 2008 год составляло 520 человек.
| 1962 | 1968 | 1975 | 1982 | 1990 | 1999 | 2008 |
| ---- | ---- | ---- | ---- | ---- | ---- | ---- |
| 436  | 462  | 445  | 445  | 505  | 517  | 520  |

## Экономика
В 2007 году среди 336 человек в трудоспособном возрасте (15—64 лет) 260 были экономически активными, 76 — неактивными (показатель активности — 77,4 %, в 1999 году было 69,3 %). Из 260 активных работали 250 человек (133 мужчины и 117 женщин), безработных было 10 (5 мужчин и 5 женщин). Среди 76 неактивных 25 человек были учениками или студентами, 28 — пенсионерами, 23 были неактивными по другим причинам.

## Фотогалерея

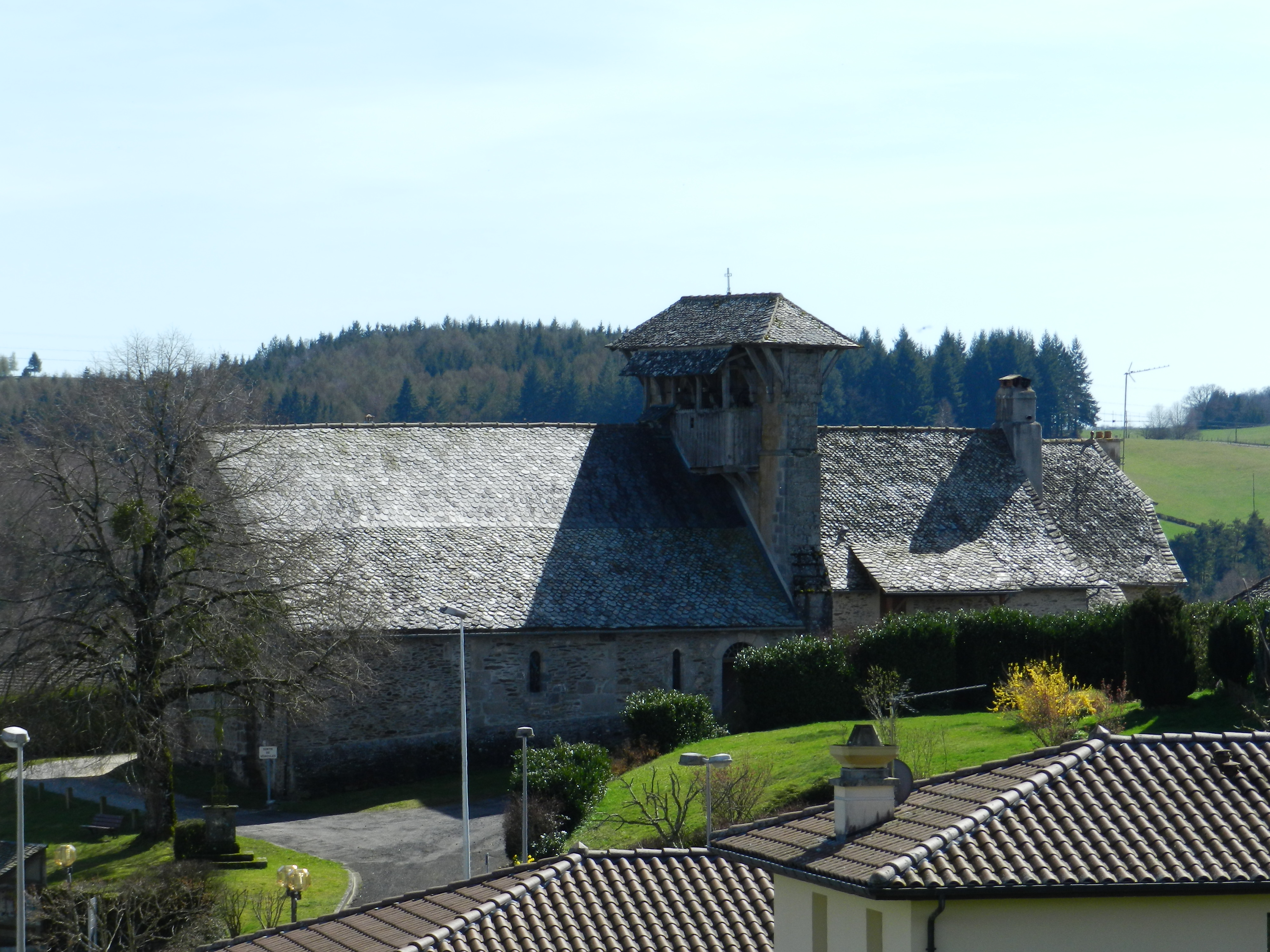
Прюне
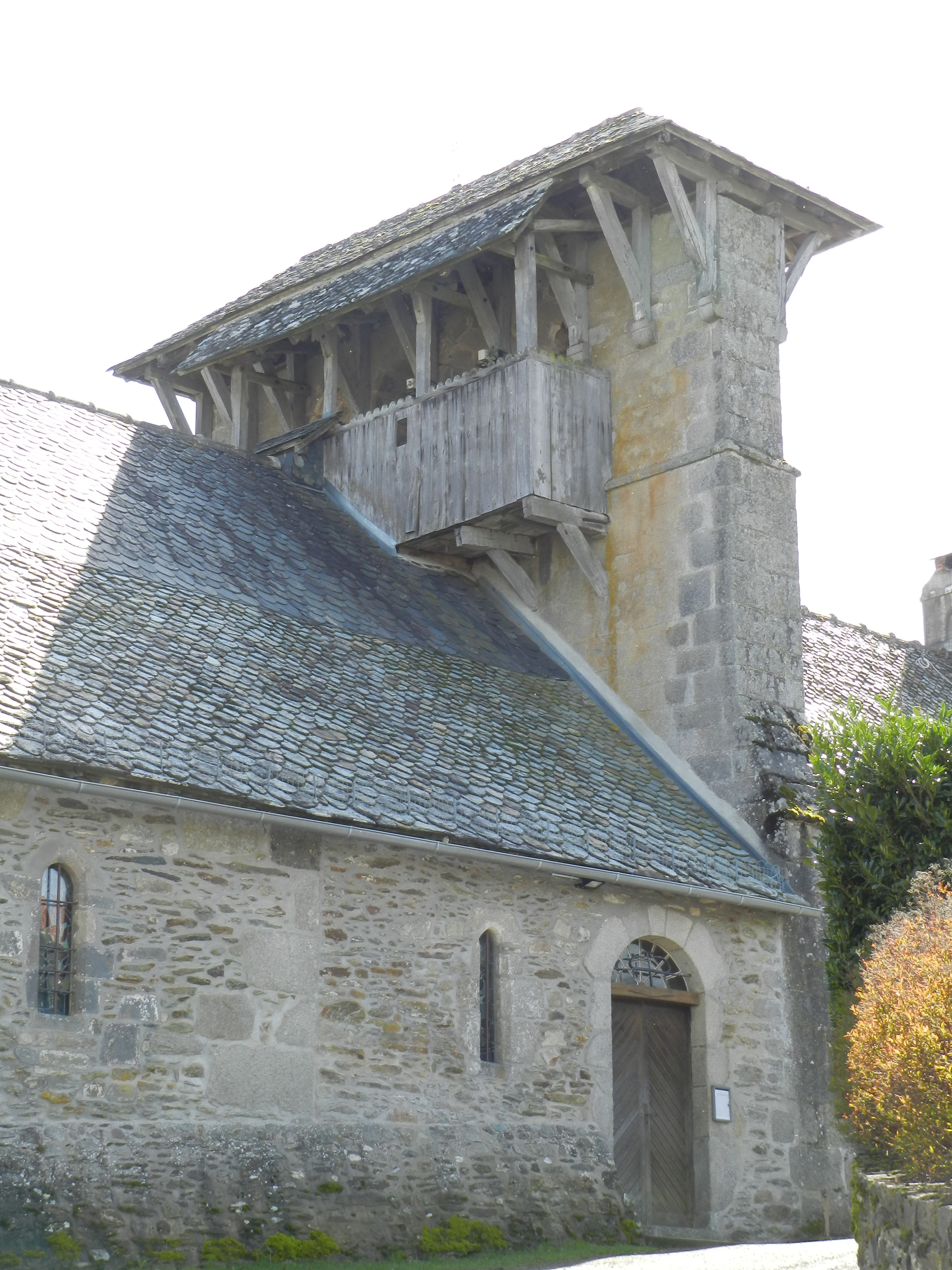
Колокольня церкви
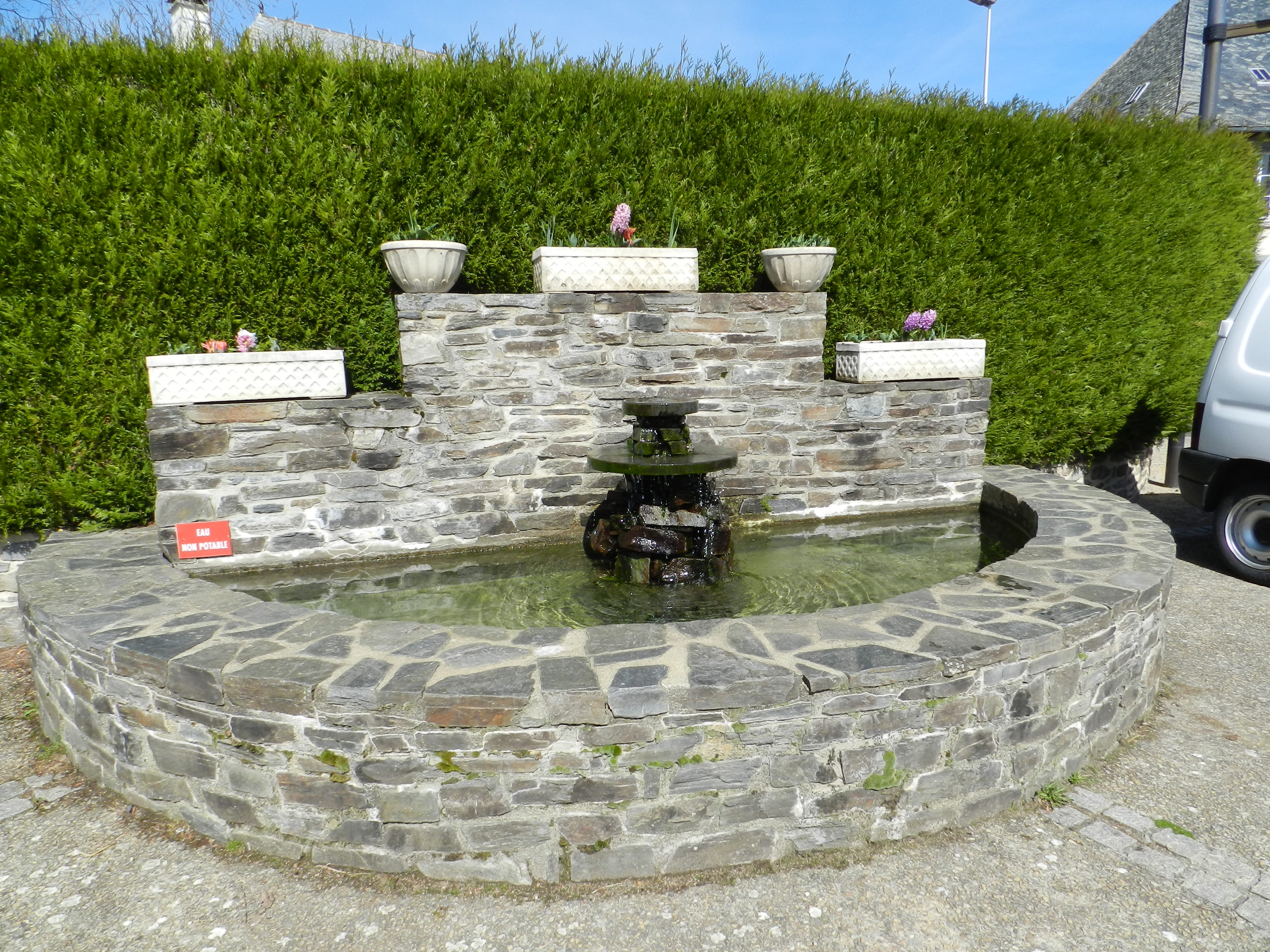
Фонтан
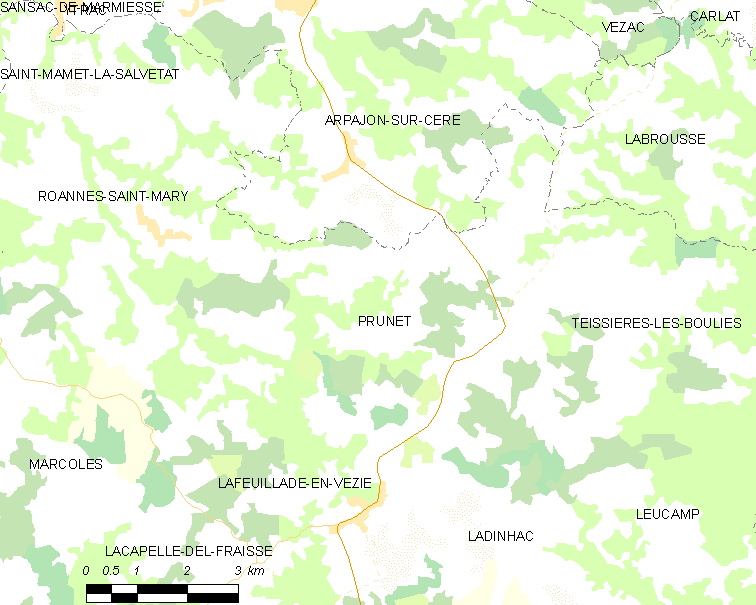
Карта коммуны